# Manuela (telenovela colombiana)
Manuela es una telenovela colombiana realizada por Producciones PUNCH para Caracol Televisión en 1975-1976. Estuvo protagonizada por Amparo Grisales y Alberto Jiménez.Esta novela le dio el rótulo de diva a Amparo Grisales, quien ya se había hecho notar con personajes coprotagónicos que había realizado en otras producciones. Fue hecha por la programadora Punch en 1975 y se convirtió en la novela más larga, con 297 capítulos, y la más importante de ese año, siendo merecedora de varios premios, como el APE y el Antena de la Consagración. La manizaleña protagonizó al lado de Alberto Jiménez y fue dirigida por Felipe González.

## Sinopsis
Es la historia de Manuela, campesina ingenua, pobre y sin educación, su ascenso y liderazgo en medio de las costumbres e idiosincrasia de los campesinos y las ciudades de la época.

## Elenco
- Amparo Grisales - Manuela
- Alberto Jiménez
- Paula Peña
- Delfina Guido
- Fabio Camero
- Jairo Soto
- Margoth Velásquez
- María Eugenia Penagos
- Mónica Silva
- Betty Valderrama
- Roberto Reyes
- Carlos Barbosa Romero
- Marina Arias
- Lucy Colombia Arias
- Alfredo González
- Sofía Morales
- Hernán Bolívar
- Edgardo Román
- Alicia de Rojas
- Alba Medina
- Argemiro Castiblanco
- Margalida Castro
- Lucero Galindo
- Omar Sánchez
- Alberto Saavedra
- Blanca Molina
- Antonio Ricaurte
- Álvaro Azza
- Jairo Florián
- Héctor Rivas
- Eduardo Osorio
- Gildardo Marín
- Blanca Luz Uribe